# Aconitum kunasirense
Aconitum kunasirense là một loài thực vật có hoa trong họ Mao lương. Loài này được Nakai mô tả khoa học đầu tiên.